# 安杰拉·赫伦
安杰拉·赫伦（英語：Angela Herron，1961年5月25日—），美国女子赛艇运动员。她曾代表美国参加世界赛艇锦标赛，获得二枚金牌和一枚铜牌。她也曾参加1988年夏季奥林匹克运动会。